# Padenghe sul Garda
Padenghe sul Garda es un municipio italiano que tiene más de 4.000 habitantes y se halla en la provincia de Brescia, en las orillas del Lago de Garda.

## Lugares de interés
- El Castillo. En un cerro, en el casco antiguo de Padenghe, se encuentran las ruinas de un viejo castillo medieval del siglo IX. A lo mejor se trata del castillo más antiguo de la Valtenesi. En el castillo, que fue ampliado en el siglo XIV, se sitúan unas habitaciones.

## Transportes

### Aeropuertos
El aeropuerto más cercano es el de Montichiari; pero el de Orio al Serio y el de Verona se encuentran a poca distancia.

### Conexiones viales
La conexión vial principal es la autopista A4 Turín-Milán–Venecia-Trieste y tiene una salida en el municipio de Desenzano del Garda, que está bastante cerca.

### Conexiones ferroviarias
En Moniga del Garda no hay estaciones de ferrocarril. La más cercana es la de Desenzano del Garda.

## Evolución demográfica
| Gráfica de evolución demográfica de Padenghe sul Garda entre 1861 y 2001 |
|                                                                          |
| Fuente ISTAT - elaboración gráfica de Wikipedia                          |

- Datos: Q111339
- Multimedia: Padenghe sul Garda / Q111339

1. ↑  Worldpostalcodes.org, código postal n.º 25080.
2. ↑  «Codici Catastali». Comuni-italiani.it (en italiano). Consultado el 29 de abril de 2017.